# 林宰
林宰（1573年8月24日—1666年），字德衡，号平华。福建漳浦县人。明朝政治人物。万历进士，官至南京兵部左侍郎。

## 生平
林宰自幼勤奋好学，万历十九年（1591年）中辛卯科福建鄉試第六十名舉人，二十九年（1601年）登辛丑科二甲五十九名进士，户部觀政，授常州府无锡县知县。无锡人顾宪成方革职归里，倡修宋代杨时讲学的东林书院，林宰与知府欧阳东凤均支持，并为之捐款。三十八年（1610年）補禮部儀制司主事，三十九年升主客司员外郎，再升郎中，四十四年禮部會試同考，調儀制司郎中，四十五年外任江西布政司右參政，四十八年升四川按察使。
天启元年（1621年），四川永宁（今叙永）宣抚使奢崇明反，次年攻打成都。林宰与布政使朱燮元、周著，巡按薛敷政分守四门，并又密召石砫土司秦良玉提兵来救，解成都之围。朱燮元因功升巡抚，十一月林宰升本省右布政使。二年十月轉左布政，四年三月升太仆寺卿，五年十月升通政使，六年三月升南京户部右侍郎、总督粮储，以父母年老，上疏请求归养，七年二月加左侍郎，准回籍养亲。
天启五年（1625年），魏忠贤捕杀东林党人，毁天下书院，发现林宰曾为东林书院撰写碑记，削其职。崇祯元年（1628年）恢复。
隆武元年（1645年），起林宰为兵部尚书，因已近九旬，未赴任。清康熙初卒于家，享寿94岁。

## 家族
曾祖林鳴琚，贈通政使。祖林長森 封南京刑部郎中，贈通政使。父林梓，嘉靖四十四年進士，布政司左參政，母沈氏 封宜人，嚴侍下。兄寀，弟寵、寧、宸、宗。娶楊氏。

## 著作
著作有《重修东林书院记》、《兴建浔江城堡碑记》及《为仪宾胡公讳廷宰画象题辞》等传世。